# Senta (Selurinačka mikroregija, Mađarska)
Senta (mađ. Csonkamindszent) je selo u južnoj Mađarskoj.
Zauzima površinu od 5,52 km četvorna.

## Zemljopisni položaj
Nalazi se na 46° 3' sjeverne zemljopisne širine i 17° 58' istočne zemljopisne dužine. Eleš je 3 km sjeverno, Čerda je 2,5 km sjeverno-sjeveroistočno, kotarsko sjedište Selurinac je 1 km istočno, 200 m južno je Kacsóta, 2 km sjeverozapadno je Nagyváty, Petreda je 3 km zapadno, a 4,5 km jugozapadno je Biduš.

## Upravna organizacija
Upravno pripada Selurinačkoj mikroregiji u Baranjskoj županiji. Poštanski broj je 7940.

## Promet
1 km istočno i južno od sela prolazi željeznička pruga.

## Stanovništvo
Senta ima 176 stanovnika (2001.). Preko 90% stanovnika su Mađari. 77% su rimokatolici, 6% je kalvinista.

## Vanjske poveznice
- (mađ.) Csonkamindszent Önkormányzatának honlapja  Arhivirana inačica izvorne stranice od 4. ožujka 2016. (Wayback Machine)
- Senta na fallingrain.com